# Епархия Палм-Бич
Епархия Палм-Бич (лат. Dioecesis Litoris Palmensis) — епархия Римско-Католической церкви с центром в городе Палм-Бич, штат Флорида, США. Епархия Палм-Бич входит в митрополию Майами. Кафедральным собором епархии Палм-Бич является Собор святого Игнатия Лойолы.

## История
16 июня 1984 года Римский папа Иоанн Павел II издал буллу «Qui omni cogitatione», которой учредил епархию Палм-Бич, выделив её из архиепархии Майами и епархии Орландо.

## Ординарии епархии
- епископ Томас Воуз Дэйли[англ.] (17.07.1984 — 20.02.1990) — назначен епископом Бруклина
- епископ Джозеф Кит Саймонс[англ.] (12.06.1990 — 06.06.1998)
  - апостольский администратор епископ Роберт Наджент Линч[англ.] (1998 — 1999)
- епископ Энтони О’Коннелл[англ.] (14.01.1999 — 13.03.2002)
- епископ Шон Патрик О’Мелли (03.09.2002 — 01.07.2003) — назначен архиепископом Бостона
- епископ Джеральд Майкл Барбарито[англ.] (с 01.07.2003)

## Источник
- Annuario Pontificio, Libreria Editrice Vaticana, Città del Vaticano, 2003, ISBN 88-209-7422-3
- Булла Qui omni cogitatione  (лат.)